# جوناثان بيتشر
جوناثان بيتشر (بالإنجليزية: Jonathan Beecher)‏ هو مؤرخ أمريكي، ولد في 1937.